# Dominikus De Waghemakere
Dominikus De Waghemakere, o Domien (... – 1542), è stato un architetto fiammingo grande esponente del Gotico brabantino.

## Biografia
Domien iniziò la sua carriera nel 1494, a fianco del padre, nella costruzione della chiesa di Lier. Completò fra il 1521 e il 1530 la torre della Cattedrale di Anversa con la splendida guglia gotico-fiammeggiante. Fra il 1502 e il 1542 lavorò e completò la Chiesa di San Giacomo di Anversa; dal 1514 al 1529 si occupò della Chiesa di Sant'Andrea ad Anversa. Insieme all'altro grande architetto fiammingo Rombout Keldermans costruì fra il 1514 e il 1523 la Maison du Roi sulla Grand Place di Bruxelles; nel 1515 costruì la Borsa di Anversa; dal 1517 progettò la Chiesa di San Paolo ad Anversa; fra il 1517 e il 1533 si occupò del Municipio di Gand; verso il 1520, insieme a Keldermans, collaborò alla ristrutturazione della Rocca di Anversa e nel 1525 al Castello dei Duchi di Brabante a Turnhout.